# يوليا لير
يوليا لير (مواليد 11 نوفمبر 1991) هي مجدفة ألمانية، فازت بالميدالية الذهبية في بطولة العالم للتجديف لعام 2014.